# افشین حاجی‌پور
افشین حاجی‌پور (زاده ۲ شهریور ۱۳۵۴ در مسجدسلیمان  استان خوزستان) بازیکن فوتبال بازنشسته ایرانی است، که بیشتر سال‌های بازیگری خود را در باشگاه فوتبال فولاد خوزستان، استقلال تهران و سپاهان اصفهان فعالیت کرد. وی سابقه بازی در تیم ملی فوتبال ایران را نیز در کارنامه خود دارد. از موارد شاخص دوران فعالیت حاجی‌پور در سطح اول فوتبال کشور، می‌توان به قهرمانی در لیگ برتر با تیم‌های فولاد خوزستان، استقلال تهران و سپاهان اصفهان در ۳ مقطع مختلف، اشاره نمود.